# Циганско срце
Циганско срце (рум. Inimă de țigan) румунска је теленовела, продукцијске куће Media Pro Pictures, снимана током 2007. и 2008.
У Србији је приказивана током 2011. на Радио-телевизије Војводине.

## Синопсис
На самом почетку серије већину главних ликова упознајемо на рођендану, односно великој прослави вође ромског кампа Аурика Фиерару. Његов син Кодруц, не може остати до краја забаве зато што ради у ноћној смени хитне помоћи. Као поклон за свог оца, Кодруц најављује како ускоро почиње радити као доктор на одељењу за кардиологију. За време забаве, двојица припадника ромске заједнице искраду се како би некога опљачкали, и тако дошли до нешто новца. Наилазе на Ирину која се нашла сама на улици. Осим што је опљачкају, тешко је и повређују. Доласком Хитне помоћи, управо Кодрут спасава Ирину, али због тешких повреда, Иринино стање постаје критично. У страху за њен живот, видевши да јој нема спаса, примени на њој недопуштени медицински захват, који јој спаси живот.
Због тога дисциплинска комисија га одлучи суспензовати. Након што сазна да је Кодруц суспендован, иако јој је спасао живот, млада богаташица одлучи пронаћи свог спаситеља. Међутим међу младима се распламсала страсна љубав којој је највећа препрека њихово национално и социјално порекло.

## Улоге
| Глумац:             | Улога:                 |
| ------------------- | ---------------------- |
| Андреа Патшаску     | Ирина Думбрава         |
| Денис Штефан        | Кодруц Фјерару         |
| Николета Лучу       | Роза Потковару         |
| Марин Морару        | Кристофор              |
| Кармен Танасе       | Флакара Потковару      |
| Дојница Оанчеа      | Минодора               |
| Лоредана Гроза      | Родиа                  |
| Лучијан Визуру      | Ђани Фиерару           |
| Дана Хауер          | Флори / Писи           |
| Михај Калин         | Аурел / Релу           |
| Аделаида Замфира    | Андреа                 |
| Бианка Неагу        | Марикија               |
| Еуџениа Шербан      | Рената                 |
| Вирџинија Роџин     | Сулфина                |
| Адина Галупа        | Феличија Фефе Думбрава |
| Селена              | Линда                  |
| Владимир Гайтан     | Др. Михаи Тхома        |
| Драга Олтеану Матеи | Илеана Тома            |
| Емил Хоссу          | Тител                  |